# Vacíkov (zámek)
Zámeček Vacíkov je lovecký zámeček u vesnice Vacíkov, části obce Hvožďany v okrese Příbram, ve Středočeském kraji. Zámeček vlastní Lesy České republiky a je po dohodě veřejnosti přístupný.

## Historie
Zámeček byl postaven v letech 1874–1875 na přání tehdejšího majitele březnického panství Eduarda hraběte Pálffyho z Erdödu jako pohodlné lovecké sídlo. Po smrti Eduarda Pálffyho v roce 1915 zdědil zámeček jeho syn Jan Nepomuk. Pálffyové potom březnické panství společně se zámečkem ve Vacíkově drželi až do roku 1945, kdy byl v Československu veškerý majetek hraběte Jana Pálffyho zabaven na základě dekretů prezidenta republiky.
Dnes je zámeček využíván jako sídlo polesí Vacíkov, LČR, s.p., LZ Konopiště a ubytovací zařízení.

## Popis
Zámeček tvoří jednopatrová dřevěná budova, bohatě zdobená dřevořezbou. V interiérech se dochovalo původní dřevěné schodiště a obložení stěn a stropů. Okolo zámečku se rozprostírá anglický park, ve kterém se nachází například tzv. pyramidální duby, douglasky nebo hadí smrky.

## Galerie

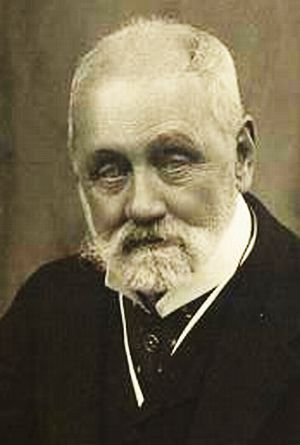
Eduard hrabě Pálffy – stavitel zámečku
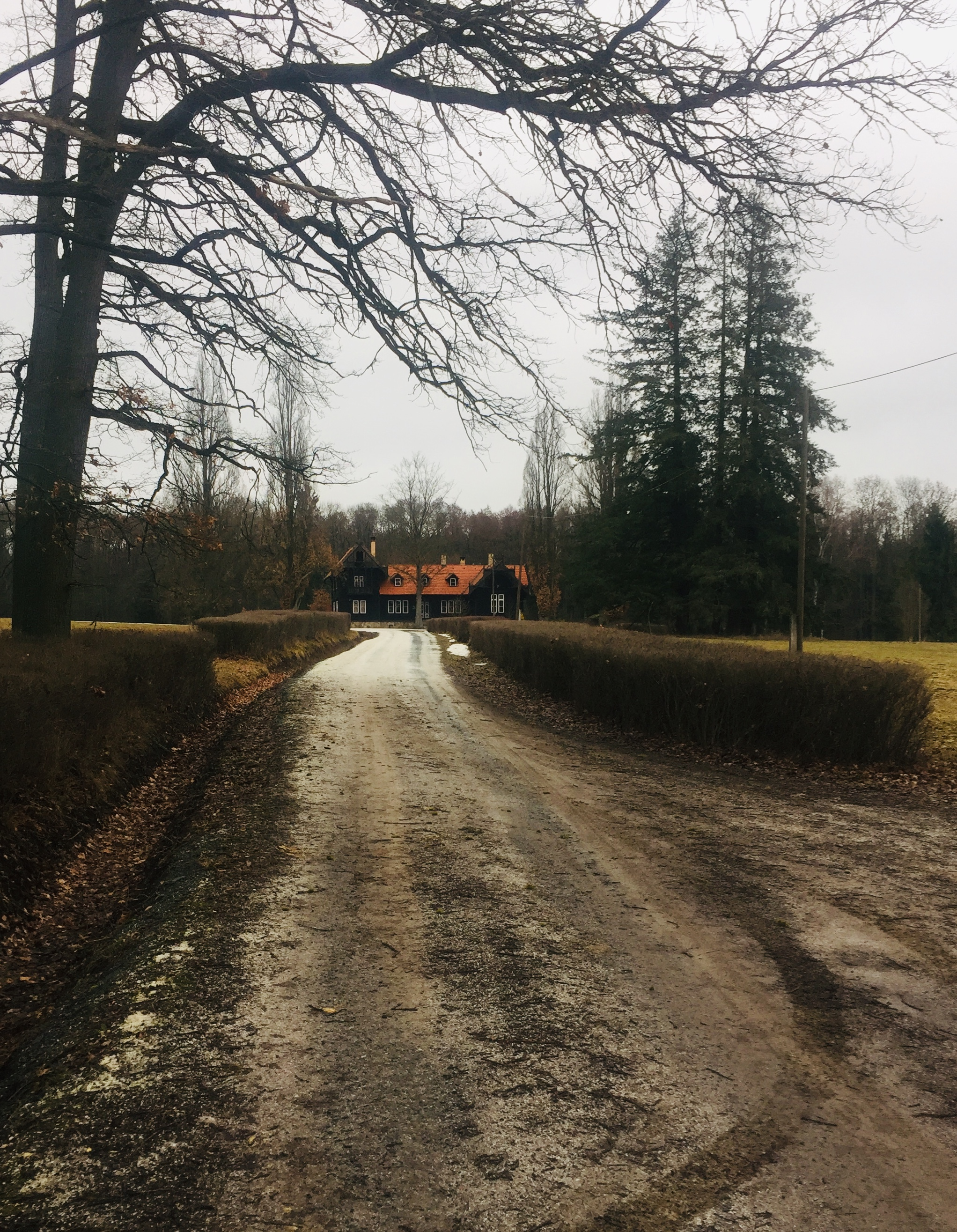
Příjezdová cesta k zámečku
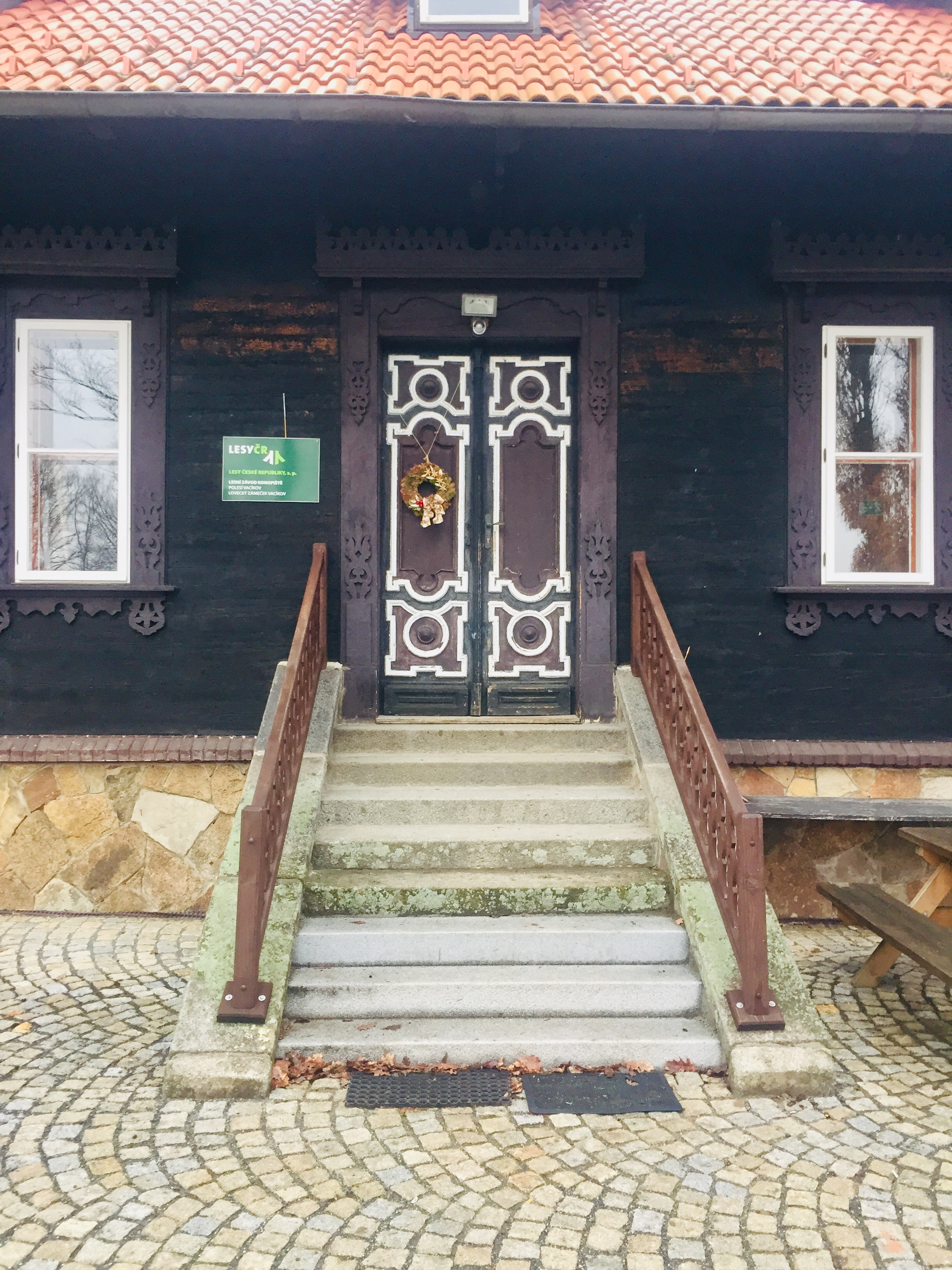
Hlavní vstup do zámečku
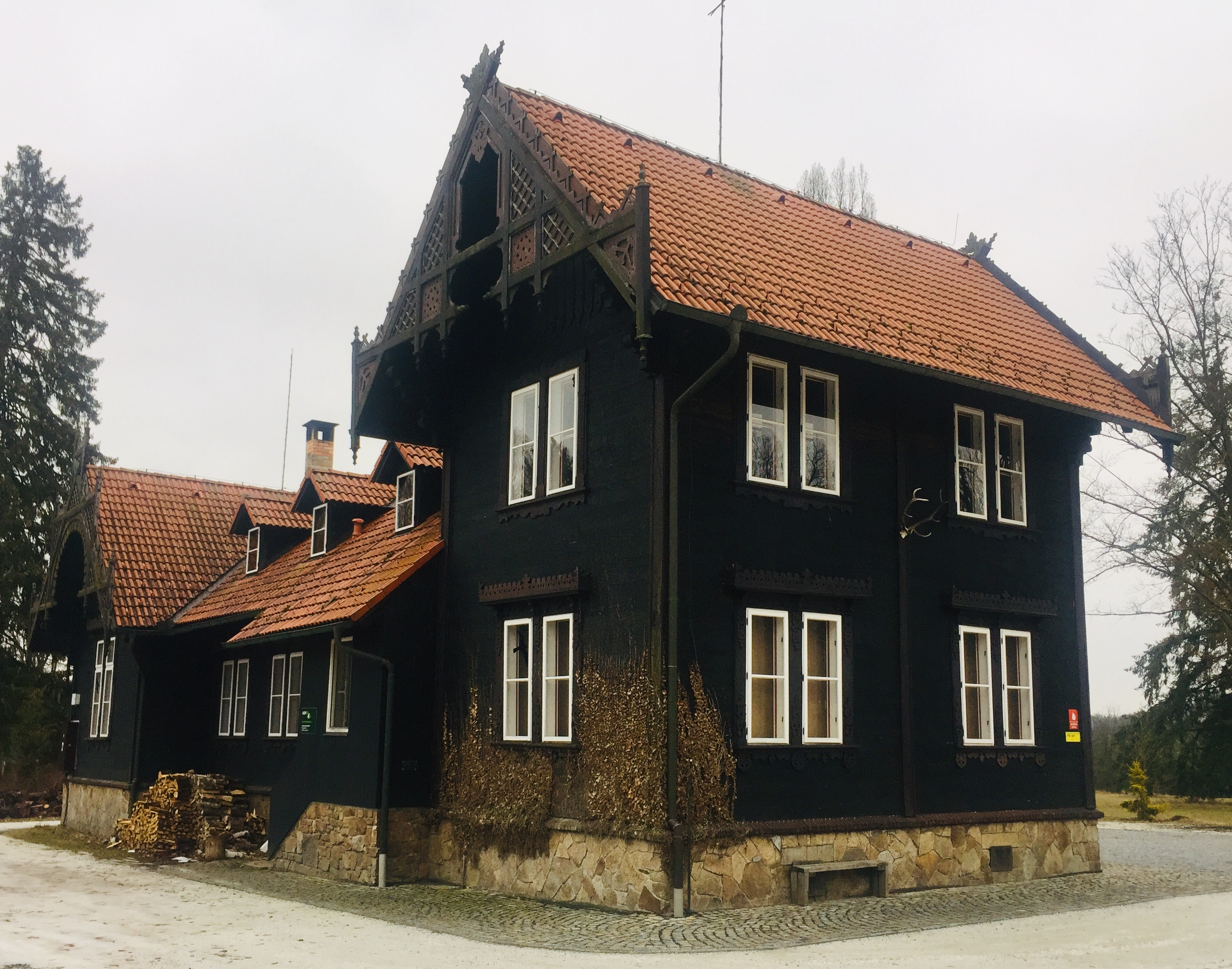
Zámeček ze severu
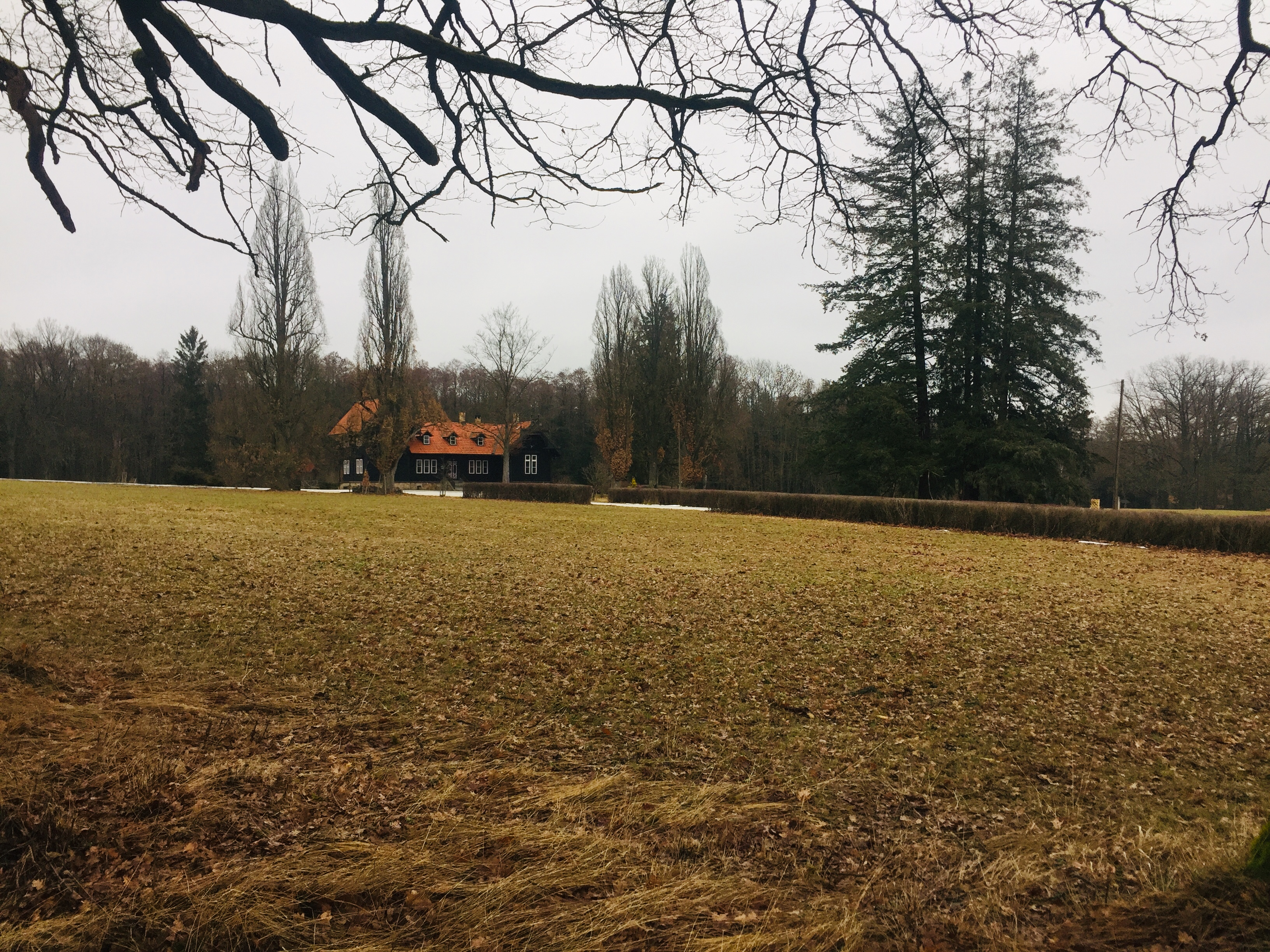
Zámeček z parku
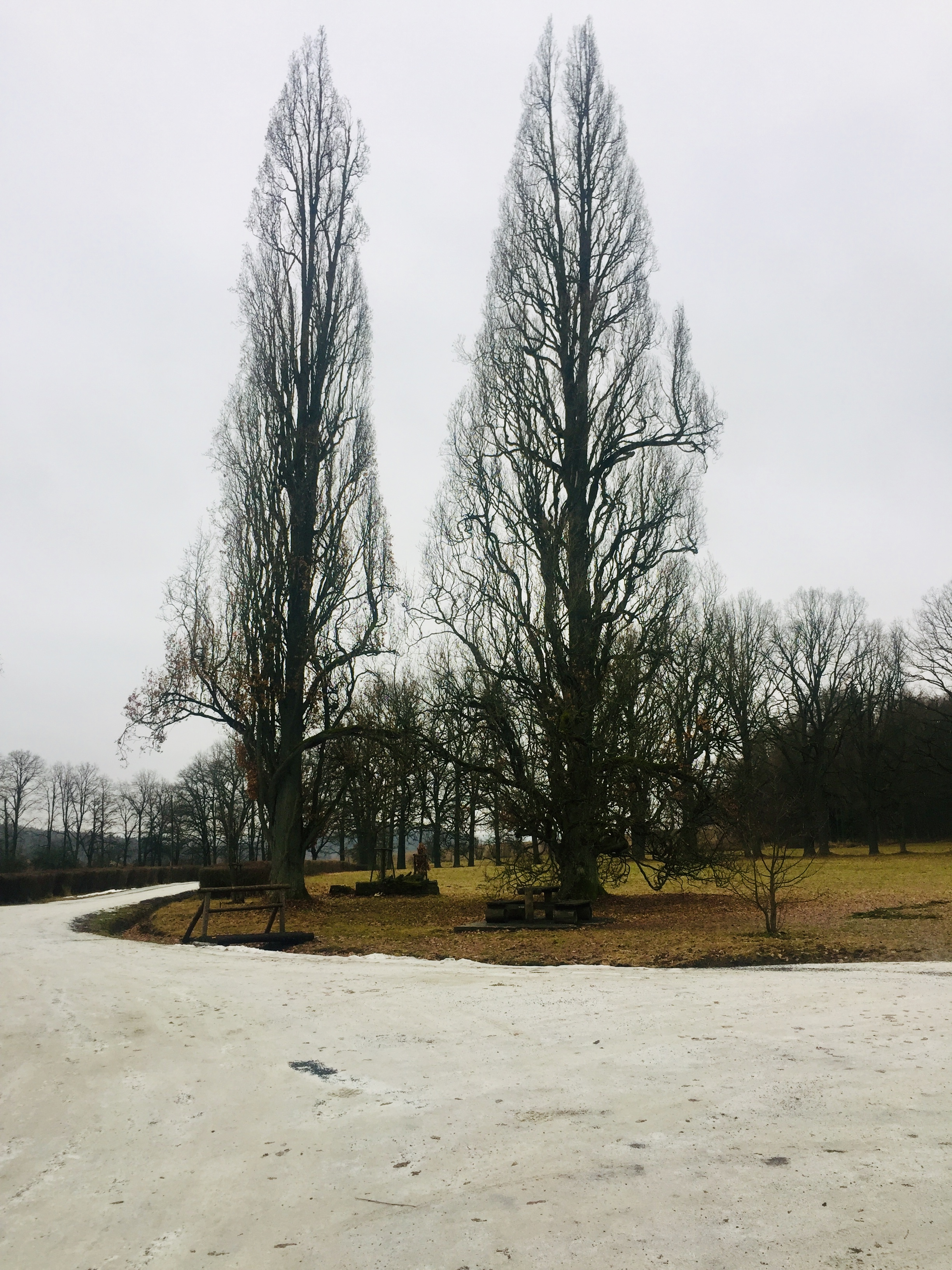
Tzv. pyramidové duby v parku
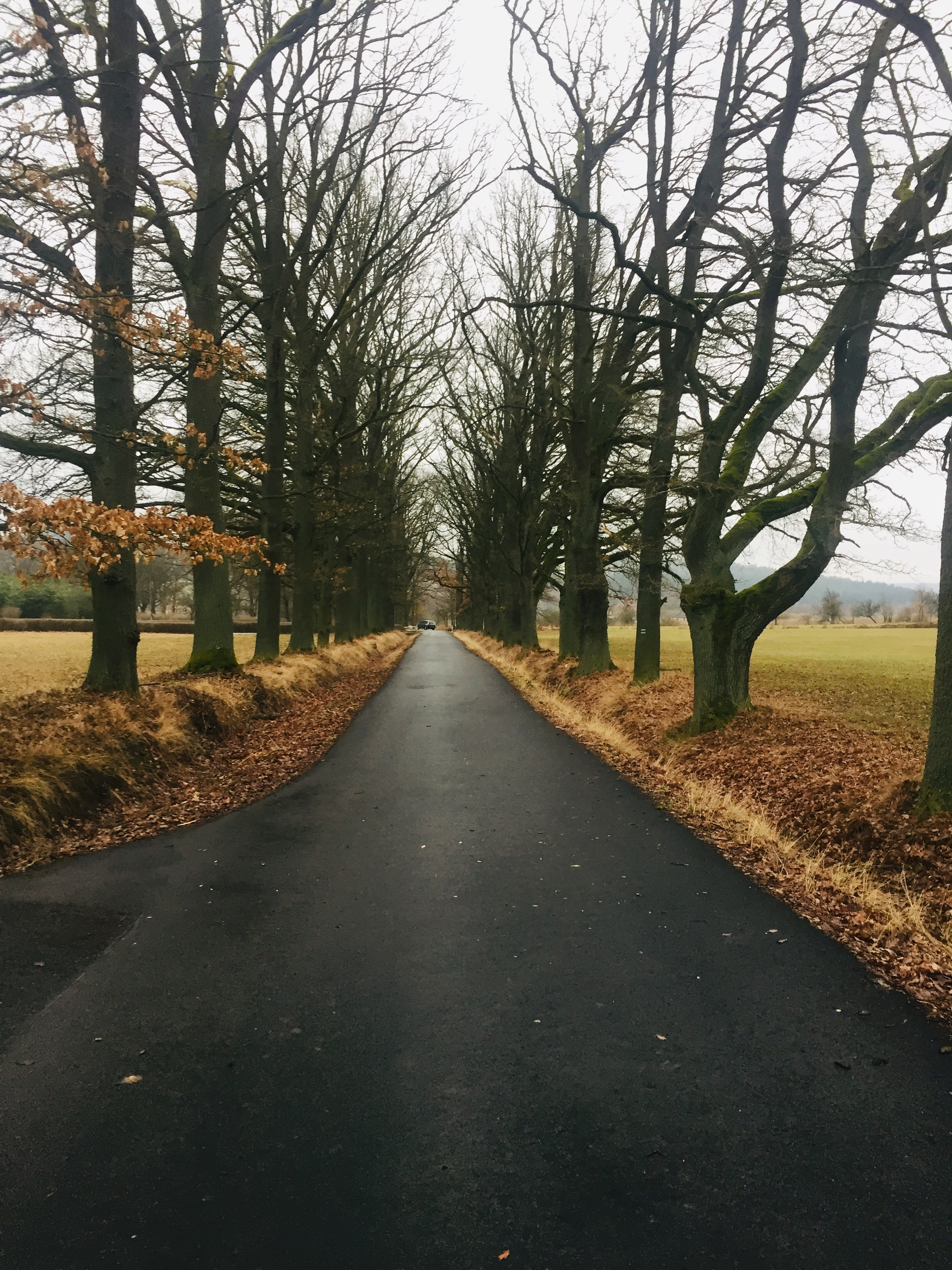
Příjezdová cesta, vedoucí alejí k zámečku
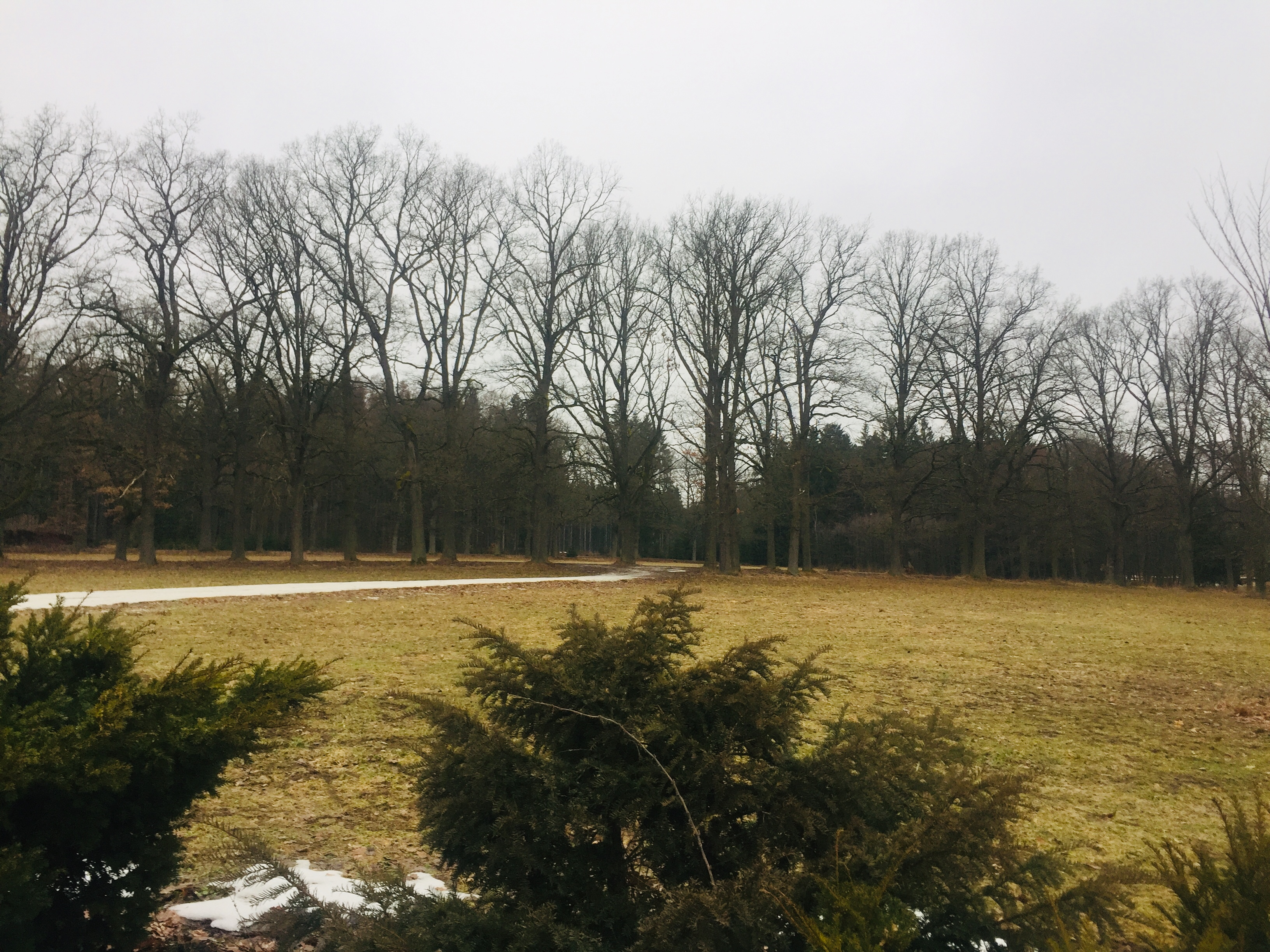
Zámecký park od zámečku
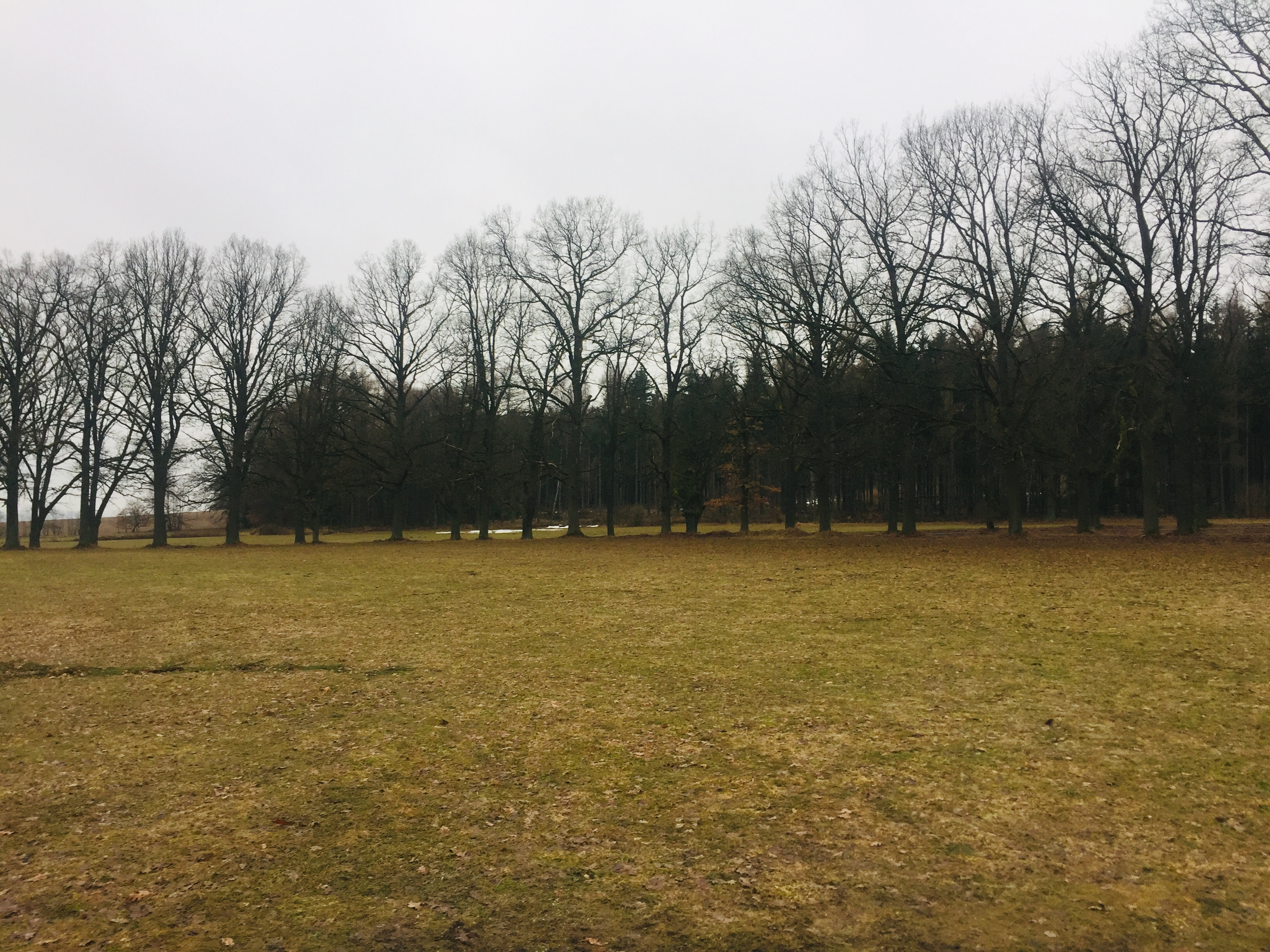
Alej v zámeckém parku
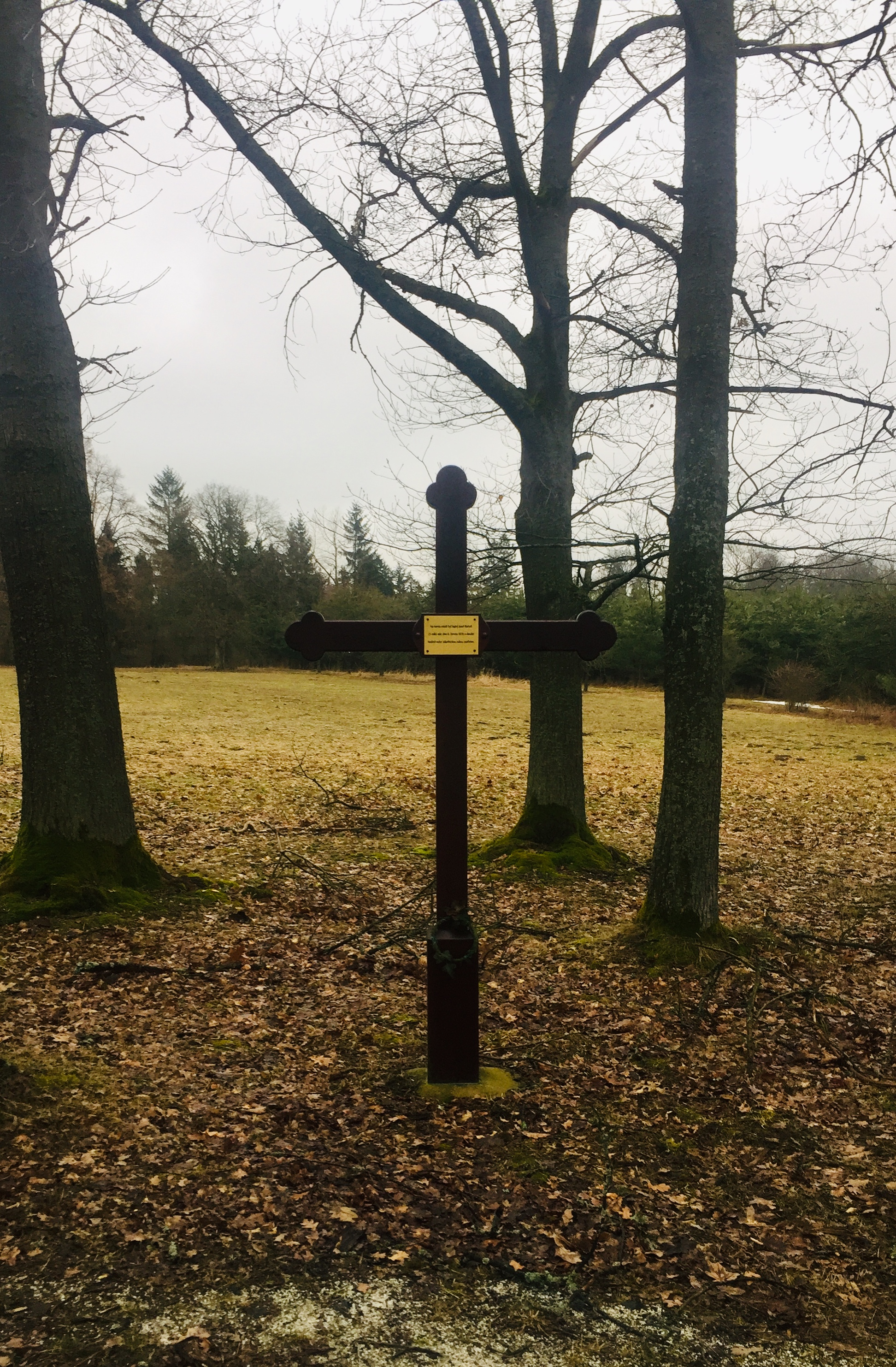
Kříž v zámeckém parku
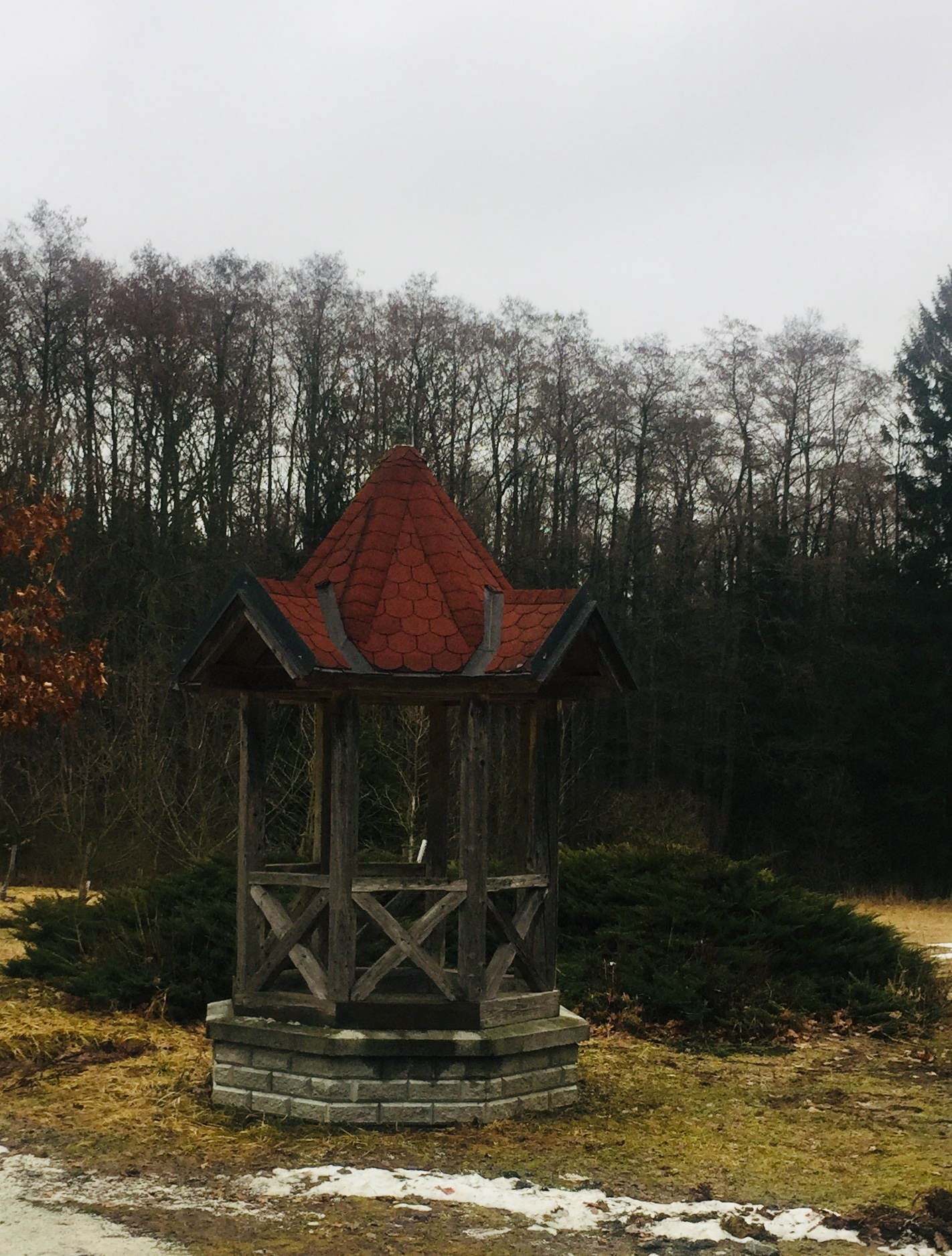
Studna v zámeckém parku
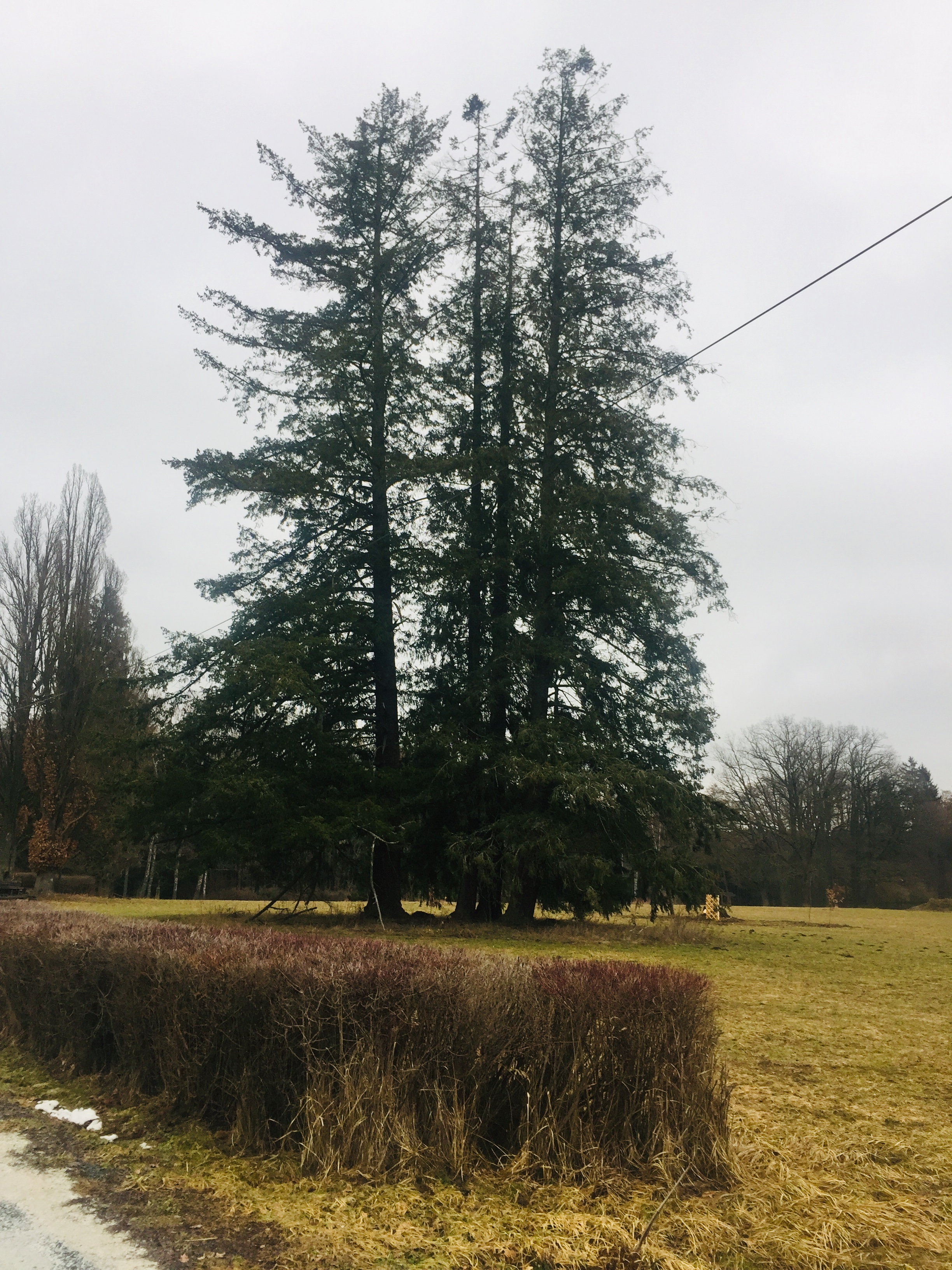
Zámecký park
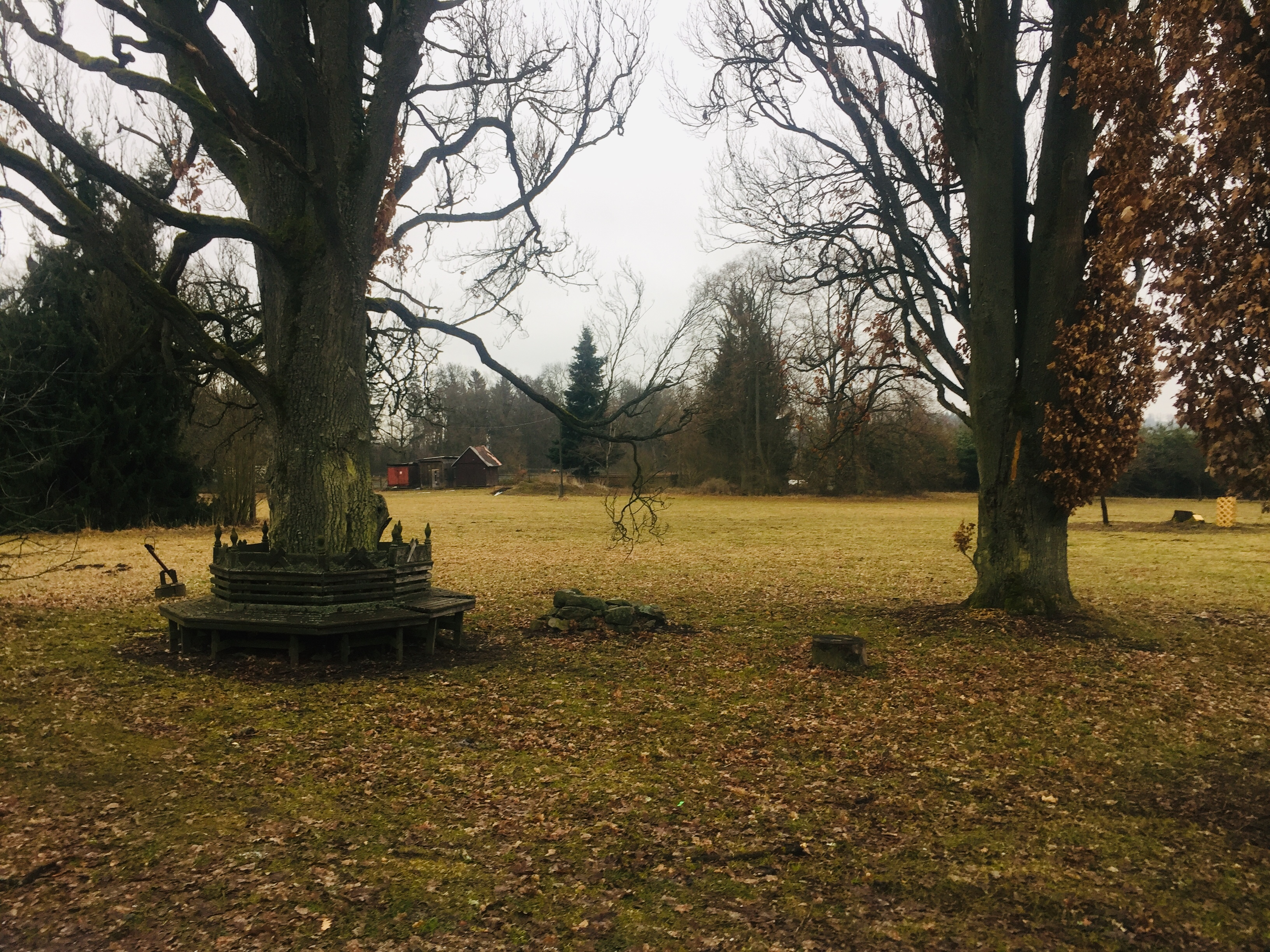
Pohled do parku od zámečku